# 공모직위제도
공모직위제도는 효율적인 정책수립 또는 관리를 위하여 직위별로 임용자격요건(직무수행요건)을 미리 정해놓고 결원발생시 그 요건을 갖춘 자를 정부내 공개모집을 통하여 적격자를 선발·임용하는 제도이다. 소속장관은 소속장관별로 경력직 공무원으로 보할 수 있는 고위공무원단 직위 총수의 100분의 30의 범위 안에서 공모직위를 지정하되, 중앙행정기관과 소속기관간 균형을 유지하도록 하여야 한다. 소속장관은 필요시 경력직 과장급직위 이하 직위(개방형직위를 제외한다)를 공모직위로 지정할 수 있으며, 지정하는 경우에는 그 실시성과가 크다고 판단되는 기관, 공무원의 종류 또는 직무분야 등을 고려해야 한다.